# Thompson Twins
Thompson Twins was een Britse popgroep. De groep werd opgericht in april 1977 en ontbonden in mei 1993. De samenstelling van de groep is gedurende deze jaren steeds weer uitgebreid en veranderd, maar de constante leden waren zanger Tom Bailey en toetseniste Alannah Currie. De muziek van de groep was sterk gericht op synthesizers. De Thompson Twins ontleenden hun naam aan Jansen en Janssen, twee stripfiguren uit de Kuifje-reeks, de twee detectives die in het Engels Thomson & Thompson heten. Overigens heeft de groep altijd uit meer dan twee personen bestaan.
Thompson Twins raakte wereldwijd bekend door hun optreden in het JFK Stadion in Philadelphia tijdens Live Aid op 13 juli 1985. Ze voerden tijdens dit benefietconcert het nummer Revolution uit samen met Madonna. Verder heeft de groep vele hits gescoord in de Verenigde Staten, Groot-Brittannië en Japan, in Nederland is de groep redelijk succesvol geweest met diverse noteringen zoals Love On Your Side, In The Name Of Love, Doctor! Doctor!, You Take Me Up en Lay Your Hands On Me.

## Ontstaan
De groep ontstond in 1977 toen Bailey en Currie elkaars huisgenoten werden in een kraakpand in Londen. Later werden ze geliefden en kregen in 1988 een kind. 
Het muzikale hoogtepunt van de groep was begin jaren 80, toen ze in diverse landen hits scoorde met nummers als Doctor! Doctor!, Hold Me Now en het dansnummer Lies.
Na het optreden met Madonna op Live Aid begon de groep een kwijnend bestaan te leiden. De band kon de plotselinge aandacht niet aan en zanger Bailey raakte overspannen. Thompson Twins besloot het daarna rustig aan te doen, maar was bij terugkomst in de muziekwereld de aansluiting kwijt met het publiek.
Na een aantal matig ontvangen albums besloot de band in 1993 te stoppen en over te stappen op een nieuwe groep, Babble. Deze groep bracht twee onsuccesvolle albums uit en verdween in het niets.

## Na de Twins
Bailey en Currie scheidden in 2003. Currie verliet de muziekindustrie geheel en zette een meubelmakersbedrijf op.
Tom Bailey bleef muziek uitbrengen, onder de naam International Observer.

## Discografie

### Singles
| Single met eventuele hitnotering(en) in de Nederlandse Top 40 | Datum van verschijnen | Datum van binnenkomst | Hoogste positie | Aantal weken | Opmerkingen                                |
| ------------------------------------------------------------- | --------------------- | --------------------- | --------------- | ------------ | ------------------------------------------ |
| In The Name Of Love                                           | 1982                  | 31-07-1982            | 27              | 4            | #44 in de Nationale Hitparade              |
| Lies                                                          | 1982                  | -                     | -               | -            |                                            |
| Love On Your Side                                             | 1983                  | 26-03-1983            | 20              | 5            | #27 in de Nationale Hitparade              |
| Hold Me Now                                                   | 1983                  | -                     | -               | -            |                                            |
| Doctor! Doctor!                                               | 1984                  | 17-03-1984            | 24              | 4            | #23 in de Nationale Hitparade              |
| You Take Me Up                                                | 1984                  | 21-04-1984            | tip2            | -            | #50 in de Nationale Hitparade              |
| Lay Your Hands On Me                                          | 1984                  | 08-12-1984            | tip15           | -            | niet in de Nationale Hitparade             |
| Don't Mess With Doctor Dream                                  | 1985                  | 14-09-1985            | 27              | 5            | #34 in de Nationale Hitparade/ Alarmschijf |

- Bibsys: 9033894
- Bibliothèque nationale de France: cb13907023g (data)
- Gemeinsame Normdatei: 10277574-6
- International Standard Name Identifier: 0000 0001 0719 7641
- Library of Congress Control Number: n85160513
- MusicBrainz: 228af6b5-f691-4ed2-a63b-10cc6fcc1144
- Nationale Bibliotheek van Tsjechië: pna2005259467
- Virtual International Authority File: 123504099